# Гленко (Вісконсин)
Гленко (англ. Glencoe) — місто (англ. town) в США, в окрузі Баффало штату Вісконсин. Населення — 402 особи (2020).

## Демографія
Згідно з переписом 2010 року, у місті мешкало 485 осіб у 184 домогосподарствах у складі 142 родин. Було 208 помешкань
Расовий склад населення:
| - 92,6 % — білих - 7,0 % — осіб інших рас |

До двох чи більше рас належало 0,4 %. Частка іспаномовних становила 8,0 % від усіх жителів.
За віковим діапазоном населення розподілялося таким чином: 26,4 % — особи молодші 18 років, 59,0 % — особи у віці 18—64 років, 14,6 % — особи у віці 65 років та старші. Медіана віку мешканця становила 42,5 року. На 100 осіб жіночої статі у місті припадало 115,6 чоловіків;  на 100 жінок у віці від 18 років та старших — 117,7 чоловіків також старших 18 років.
Середній дохід на одне домашнє господарство  становив 79 429 доларів США (медіана — 58 438), а середній дохід на одну сім'ю — 85 917 доларів (медіана — 64 844). Медіана доходів становила 41 563 долари для чоловіків та 40 294 долари для жінок. За межею бідності перебувало 6,3 % осіб, у тому числі 3,6 % дітей у віці до 18 років та 20,0 % осіб у віці 65 років та старших.
Цивільне працевлаштоване населення становило 241 особа. Основні галузі зайнятості: виробництво — 35,7 %, сільське господарство, лісництво, риболовля — 20,3 %, освіта, охорона здоров'я та соціальна допомога — 13,3 %, науковці, спеціалісти, менеджери — 7,9 %.